# Croatie-France en handball masculin
 (février 2017).
Si vous disposez d'ouvrages ou d'articles de référence ou si vous connaissez des sites web de qualité traitant du thème abordé ici, merci de compléter l'article en donnant les références utiles à sa vérifiabilité et en les liant à la section « Notes et références ».

Carte de l'Europe avec en vert la France et en orange la Croatie.

Les confrontations entre l’équipe de Croatie et l’équipe de France de handball sont, depuis près de 15 ans, l’une des plus grosses rivalités du handball masculin international. Cette rivalité, débutée lors des championnats d'Europe 1994, atteint son paroxysme à partir du milieu des années 2000, au moment où les deux équipes sont considérées comme les meilleures du monde.
Parmi les matchs les plus marquants figurent notamment les finales des mondiaux 1995 et 2009. En 1995, les Bleus, entrainés par Daniel Costantini, battent en finale du Mondial la Croatie 23 à 19 et deviennent la première équipe française à devenir championne du monde dans un sport collectif. Le 1er février 2009, le mondial est organisé en Croatie, la France, championne olympique en titre, retrouve en finale les Croates, dans un match très tendu, qui se déroule devant 15 000 spectateurs croates survoltés. Les Bleus finissent par l'emporter 24 à 19, en faisant la différence lors des 10 dernières minutes. D'autres confrontations entre les deux équipes restent dans les mémoires, comme la demi-finale du tournoi olympique 2008, où les Experts s'imposent 25-23 à l'issue d'un match très serré. Le 9 janvier 2011, en finale du tournoi de Bercy, les Experts ont gagné encore une fois un match dur avec le résultat 28-27, mais c'est la Croatie qui a mis fin à l'incroyable série de succès des Français, à l'Euro 2012, en les empêchant d'accéder aux demi-finales avec une victoire 29 à 22. Toutefois, depuis 2014, la Croatie est moins performante, ne remportant qu'une médaille de bronze au Championnat d'Europe 2016.

## Liste des confrontations lors des grandes compétitions
Légende
- Victoire française.
- Match nul.
- Victoire croate.

| Date             | Lieu                    |    |    | Vainqueur | Compétition                        | Tour              |
| ---------------- | ----------------------- | -- | -- | --------- | ---------------------------------- | ----------------- |
| 27 juin 1993     | Nîmes, France           | 19 | 26 | Croatie   | Jeux méditerranéens                | Finale /          |
| 3 juin 1994      | Almada, Portugal        | 27 | 25 | France    | Euro                               | 1er tour          |
| 21 mai 1995      | Reykjavik, Islande      | 23 | 19 | France    | Mondial                            | Finale /          |
| 2 août 1996      | Atlanta, États-Unis     | 20 | 24 | Croatie   | Jeux olympiques                    | Demi-finale       |
| 10 mars 1998     | Ludwigshafen, Allemagne | 28 | 21 | France    | Supercoupe des nations             | Phase de groupes  |
| 6 juin 1998      | Bolzano, Italie         | 30 | 28 | France    | Euro                               | 7e place          |
| 27 janvier 2000  | Rijeka, Croatie         | 26 | 26 | match nul | Euro                               | 1er tour          |
| 27 janvier 2002  | Jönköping, Suède        | 29 | 27 | France    | Euro                               | 1er tour          |
| 25 janvier 2003  | Madère, Portugal        | 22 | 23 | Croatie   | Mondial                            | 1er tour          |
| 5 février 2005   | Radès, Tunisie          | 32 | 35 | Croatie   | Mondial                            | Demi-finale       |
| 4 février 2006   | Zurich, Suisse          | 29 | 23 | France    | Euro                               | Demi-finale       |
| 30 janvier 2007  | Cologne, Allemagne      | 21 | 18 | France    | Mondial                            | Quart-de-finale   |
| 26 janvier 2008  | Lillehammer, Norvège    | 23 | 24 | Croatie   | Euro                               | Demi-finale       |
| 14 août 2008     | Pékin, Chine            | 23 | 19 | France    | Jeux olympiques                    | 1er tour          |
| 22 août 2008     | Pékin, Chine            | 25 | 23 | France    | Jeux olympiques                    | Demi-finale       |
| 27 janvier 2009  | Zagreb, Croatie         | 19 | 22 | Croatie   | Mondial                            | Tour principal    |
| 1er février 2009 | Zagreb, Croatie         | 24 | 19 | France    | Mondial                            | Finale /          |
| 31 janvier 2010  | Vienne, Autriche        | 25 | 21 | France    | Euro                               | Finale /          |
| 24 janvier 2012  | Novi Sad, Serbie        | 22 | 29 | Croatie   | Euro                               | Tour principal    |
| 10 août 2012     | Londres, Royaume-Uni    | 25 | 22 | France    | Jeux olympiques                    | Demi-finale       |
| 24 janvier 2013  | Saragosse, Espagne      | 23 | 30 | Croatie   | Mondial                            | Quart de finale   |
| 19 janvier 2014  | Aarhus, Danemark        | 27 | 25 | France    | Euro                               | Tour principal    |
| 23 janvier 2016  | Cracovie, Pologne       | 32 | 24 | France    | Euro                               | Tour principal    |
| 13 août 2016     | Rio de Janeiro, Brésil  | 28 | 29 | Croatie   | Jeux olympiques                    | 1er tour          |
| 24 janvier 2018  | Zagreb, Croatie         | 30 | 27 | France    | Euro                               | Tour principal    |
| 23 janvier 2019  | Cologne, Allemagne      | 20 | 23 | Croatie   | Mondial                            | Tour principal    |
| 12 mars 2021     | Montpellier, France     | 30 | 26 | France    | Tournoi de qualification olympique | -                 |
| 13 janvier 2022  | Szeged, Hongrie         | 27 | 22 | France    | Euro                               | Tour préliminaire |

### Bilan
Au 17 mars 2021, le bilan des confrontations lors des grandes compétitions est :
- 26 matchs (11 en championnat d'Europe, 8 en championnat du monde, 5 aux Jeux olympiques)
- 16 victoires pour la France, 9 victoires pour la Croatie, 1 match nul.
- 663 buts marqués par la France, 632 buts marqués par la Croatie.

Si on inclut également les matchs dans des compétitions secondaires et les matchs amicaux, le bilan des matchs Croatie-France est alors de :
- 34 matchs dont 19 victoires pour la France, 14 victoires pour la Croatie, 1 match nul (match du TQO 2021 inclus)

## Palmarès depuis 1992
| Olympiade | France                    | France                     | France                    | France                     | France                              | Croatie                   | Croatie                    | Croatie                  | Croatie                    | Croatie                             |
| Olympiade | CM                        | CE                         | CM                        | CE                         | JO                                  | CM                        | CE                         | CM                       | CE                         | JO                                  |
| --------- | ------------------------- | -------------------------- | ------------------------- | -------------------------- | ----------------------------------- | ------------------------- | -------------------------- | ------------------------ | -------------------------- | ----------------------------------- |
| 1989-1992 | 9e                        | /                          | /                         | /                          | Médaille de bronze, Jeux olympiques |                           | /                          | /                        | /                          | n.i.                                |
| 1993-1996 | Médaille d'argent, monde  | 6e                         | Médaille d'or, monde      | 7e                         | 4e                                  | n.i.                      | Médaille de bronze, Europe | Médaille d'argent, monde | 5e                         | Médaille d'or, Jeux olympiques      |
| 1997-2000 | Médaille de bronze, monde | 7e                         | 6e                        | 4e                         | 6e                                  | 13e                       | 8e                         | 10e                      | 6e                         | n.q.                                |
| 2001-2004 | Médaille d'or, monde      | 6e                         | Médaille de bronze, monde | 6e                         | 5e                                  | 9e                        | 16e                        | Médaille d'or, monde     | 4e                         | Médaille d'or, Jeux olympiques      |
| 2005-2008 | Médaille de bronze, monde | Médaille d'or, Europe      | 4e                        | Médaille de bronze, Europe | Médaille d'or, Jeux olympiques      | Médaille d'argent, monde  | 4e                         | 5e                       | Médaille d'argent, Europe  | 4e                                  |
| 2009-2012 | Médaille d'or, monde      | Médaille d'or, Europe      | Médaille d'or, monde      | 11e                        | Médaille d'or, Jeux olympiques      | Médaille d'argent, monde  | Médaille d'argent, Europe  | 5e                       | Médaille de bronze, Europe | Médaille de bronze, Jeux olympiques |
| 2013-2016 | 6e                        | Médaille d'or, Europe      | Médaille d'or, monde      | 5e                         | Médaille d'argent, Jeux olympiques  | Médaille de bronze, monde | 4e                         | 6e                       | Médaille de bronze, Europe | 5e                                  |
| 2017-2020 | Médaille d'or, monde      | Médaille de bronze, Europe | Médaille de bronze, monde | 14e                        | Médaille d'or, Jeux olympiques      | 4e                        | 5e                         | 6e                       | Médaille d'argent, Europe  | n.q.                                |
| 2021-2024 | 4e                        | 4                          | 2                         | 1                          | 8                                   | 15e                       |                            |                          |                            |                                     |